# Abborrtjärnen (Nås socken, Dalarna, 669007-142180)
Abborrtjärnen är en sjö i Vansbro kommun i Dalarna och ingår i Dalälvens huvudavrinningsområde.